# Gestapo
Geheime Staatspolizei (Polícia Secreta do Estado), abreviado Gestapo (alemão: [ɡəˈʃtaːpo]; /ɡəˈstɑːpoʊ/), era a polícia secreta oficial da Alemanha Nazista e na Europa ocupada pelos alemães.
A força foi criada por Hermann Göring em 1933, combinando as várias agências de polícia de segurança da Prússia em uma organização. Em 20 de abril de 1934, a supervisão da Gestapo passou para o chefe da Schutzstaffel (SS), Heinrich Himmler, que também foi nomeado Chefe da Polícia Alemã por Adolf Hitler em 1936. Em vez de ser exclusivamente uma agência estatal prussiana, a Gestapo se tornou nacional como um sub-gabinete da Sicherheitspolizei (SiPo; Polícia de Segurança). A partir de 27 de setembro de 1939, foi administrado pelo Gabinete Central de Segurança do Reich (RSHA). Ficou conhecida como Amt (Dept) 4 do RSHA e foi considerada uma organização irmã do Sicherheitsdienst (SD; Serviço de Segurança). Durante a Segunda Guerra Mundial, a Gestapo desempenhou um papel fundamental no plano nazista de exterminar os judeus da Europa.

## História
Depois que Adolf Hitler se tornou chanceler da Alemanha, Hermann Göring, futuro comandante da Luftwaffe e o segundo homem do Partido Nazista foi nomeado ministro do Interior da Prússia. Isso deu a Göring o comando da maior força policial da Alemanha Nazista. Logo depois, Göring separou os setores político e de inteligência da polícia e encheu os cargos de nazistas. Em 26 de abril de 1933, Göring fundiu as duas unidades como Geheime Staatspolizei, que foi abreviado por um funcionário dos correios para um selo de franquia e ficou conhecido como "Gestapo". Ele originalmente queria chamá-lo de Gabinete de Polícia Secreta (Geheimes Polizeiamt), mas as iniciais alemãs, "GPA", eram muito semelhantes às do Diretório Político do Estado Soviético (Gosudarstvennoye Politicheskoye Upravlenie, ou GPU).

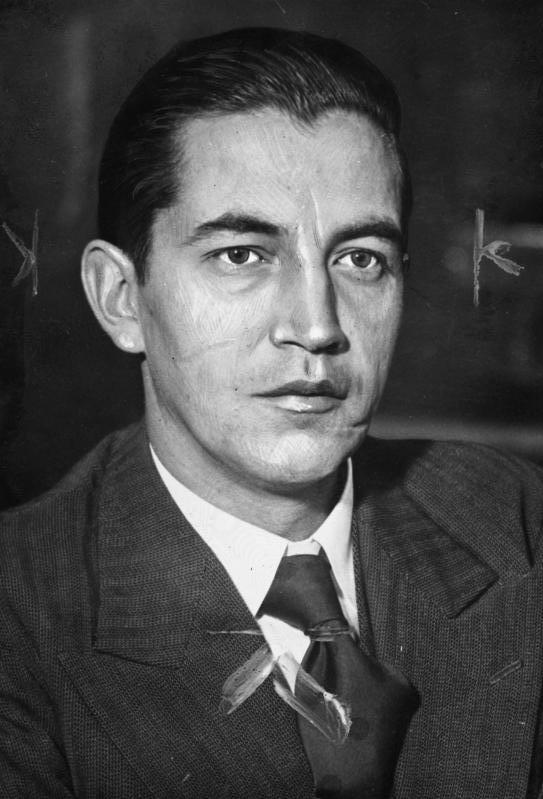
Rudolf Diels, primeiro comandante da Gestapo; 1933–1934

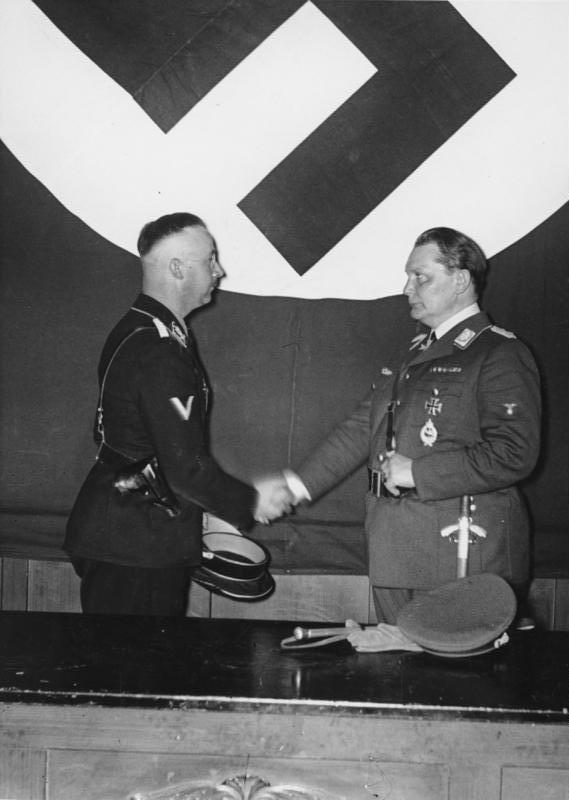
Heinrich Himmler e Hermann Göring na reunião para entregar formalmente o controle da Gestapo, Berlim, 1934

O primeiro comandante da Gestapo foi Rudolf Diels, um protegido de Göring. Diels foi nomeado chefe de Abteilung Ia (Departamento 1a) da Polícia Secreta Prussiana. Diels era mais conhecido como o principal interrogador de Marinus van der Lubbe após o incêndio do Reichstag. No final de 1933, o Ministro do Interior do Reich, Wilhelm Frick, queria integrar todas as forças policiais dos estados alemães sob seu controle. Göring o flanqueou removendo os departamentos políticos e de inteligência prussianos do ministério do interior do estado. Göring assumiu a Gestapo em 1934 e incitou Hitler a estender a autoridade da agência por toda a Alemanha. Isso representou um afastamento radical da tradição alemã, que sustentava que a aplicação da lei era (principalmente) uma questão de Land (estadual) e local. Nisso, ele entrou em conflito com o chefe da Schutzstaffel (SS) Heinrich Himmler, que era chefe de polícia do segundo estado alemão mais poderoso, a Baviera. Frick não tinha poder político para enfrentar Göring sozinho, então aliou-se a Himmler. Com o apoio de Frick, Himmler (empurrado por seu braço direito, Reinhard Heydrich) assumiu a polícia política de estado após estado. Logo, apenas a Prússia sobrou.
Preocupado com o fato de Diels não ser cruel o suficiente para neutralizar efetivamente o poder da Sturmabteilung (SA), Göring entregou o controle da Gestapo a Himmler em 20 de abril de 1934. Também nessa data, Hitler nomeou Himmler chefe de toda a polícia alemã fora da Prússia. Heydrich, nomeado chefe da Gestapo por Himmler em 22 de abril de 1934, também continuou como chefe do Serviço de Segurança da SS (Sicherheitsdienst; SD). Himmler e Heydrich começaram imediatamente a instalar seu próprio pessoal em cargos selecionados, vários dos quais diretamente da Polícia Política da Baviera, como Heinrich Müller, Franz Josef Huber e Josef Albert Meisinger. Muitos dos funcionários da Gestapo nos gabinetes recém-criados eram jovens e altamente educados em uma ampla variedade de campos acadêmicos e, além disso, representavam uma nova geração de adeptos nacional-socialistas, que eram trabalhadores, eficientes e preparados para sustentar o estado nazista através da perseguição de seus oponentes políticos.
Na primavera de 1934, a SS de Himmler controlava o SD e a Gestapo, mas para ele ainda havia um problema, já que tecnicamente a SS (e a Gestapo por procuração) estava subordinada à SA, que estava sob o comando de Ernst Röhm. Himmler queria se libertar totalmente de Röhm, a quem ele via como um obstáculo. A posição de Röhm era ameaçadora, pois mais de 4,5 milhões de homens caíram sob seu comando, uma vez que as milícias e organizações de veteranos foram absorvidas pela SA, um fato que alimentou as aspirações de Röhm; seu sonho de fundir a SA e o Reichswehr estava minando as relações de Hitler com a liderança das forças armadas alemãs. Vários chefes nazistas, entre eles Göring, Joseph Goebbels, Rudolf Hess e Himmler, começaram uma campanha combinada para convencer Hitler a agir contra Röhm. Tanto o SD quanto a Gestapo divulgaram informações sobre um golpe iminente da SA. Uma vez persuadido, Hitler agiu pondo em ação a SS de Himmler, que então assassinou mais de 100 dos antagonistas identificados de Hitler. A Gestapo forneceu as informações que envolviam a SA e, em última análise, permitiram que Himmler e Heydrich se emancipassem inteiramente da organização. Para a Gestapo, os próximos dois anos após a Noite das Facas Longas, um termo que descreve o golpe contra Röhm e as SA, foram caracterizados por "disputas políticas nos bastidores sobre o policiamento".

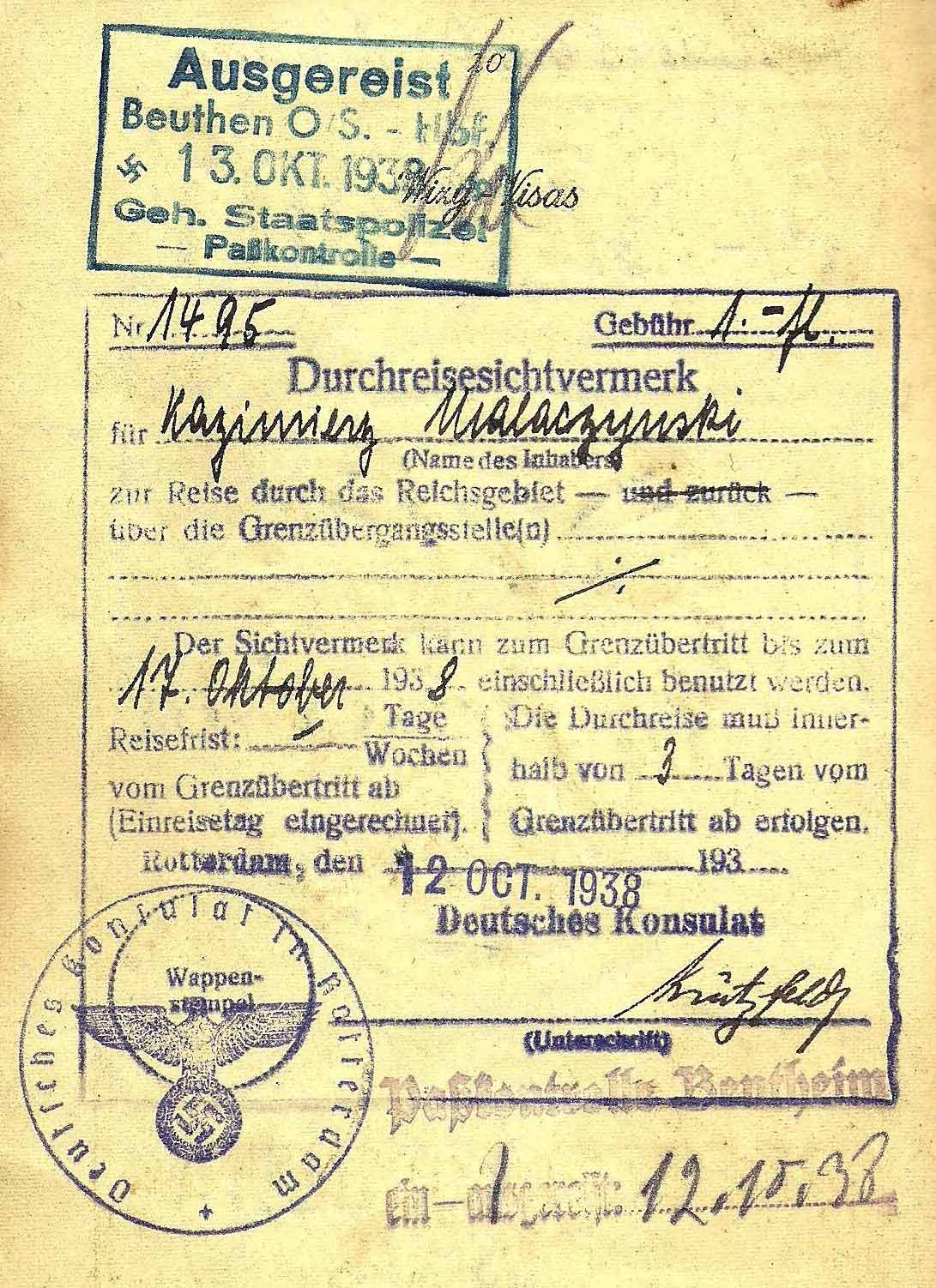
Formulário de inspeção da da Gestapo para sair da Alemanha de 1938

Em 17 de junho de 1936, Hitler decretou a unificação de todas as forças policiais na Alemanha e nomeou Himmler como Chefe da Polícia Alemã. Essa ação efetivamente fundiu a polícia na SS e a removeu do controle de Frick. Himmler era nominalmente subordinado a Frick como chefe de polícia, mas como Reichsführer-SS, ele respondia apenas a Hitler. Esse movimento também deu a Himmler controle operacional sobre toda a força de detetives da Alemanha. A Gestapo se tornou uma agência estatal nacional. Himmler também ganhou autoridade sobre todas as agências policiais uniformizadas da Alemanha, que foram amalgamadas na nova Ordnungspolizei (Orpo; Polícia da Ordem), que se tornou uma agência nacional sob o comando do general da SS Kurt Daluege. Pouco depois, Himmler criou a Kriminalpolizei (Kripo; Polícia Criminal), fundindo-a com a Gestapo na Sicherheitspolizei (SiPo; Polícia de Segurança), sob o comando de Heydrich. Heinrich Müller era na época o chefe de operações da Gestapo. Ele respondia a Heydrich; Heydrich respondia apenas a Himmler e Himmler respondia apenas a Hitler.
A Gestapo tinha autoridade para investigar casos de traição, espionagem, sabotagem e ataques criminosos ao Partido Nazista e na Alemanha. A lei básica da Gestapo aprovada pelo governo em 1936 deu carta branca à Gestapo para operar sem revisão judicial, na verdade, colocando-a acima da lei. A Gestapo foi especificamente isenta de responsabilidade perante os tribunais administrativos, onde os cidadãos normalmente podiam processar o estado para se conformar às leis. Já em 1935, um tribunal administrativo prussiano decidiu que as ações da Gestapo não estavam sujeitas a revisão judicial. O oficial da SS Werner Best, ex-chefe de assuntos jurídicos da Gestapo, resumiu essa política dizendo: "Enquanto a polícia cumpria a vontade da liderança, ela estará agindo legalmente."
Em 27 de setembro de 1939, as agências de segurança e policiais da Alemanha, com exceção da Polícia da Ordem, foram consolidadas no Gabinete Central de Segurança do Reich (RSHA), chefiado por Heydrich. A Gestapo se tornou Amt IV (Departamento IV) da RSHA e Müller se tornou o chefe da Gestapo, com Heydrich como seu superior imediato. Após o assassinato de Heydrich em 1942, Himmler assumiu a liderança do RSHA até janeiro de 1943, quando Ernst Kaltenbrunner foi nomeado chefe. Müller continuou sendo o chefe da Gestapo. Seu subordinado direto, Adolf Eichmann, chefiava o Gabinete de Reassentamento da Gestapo e, em seguida, seu Gabinete de Assuntos Judaicos (Referat IV B4 ou Sub-Departamento IV, Seção B4). Durante o Holocausto, Eichmann e sua agência coordenaram a deportação em massa de judeus europeus para os campos de extermínio nazistas.
O poder da Gestapo incluía o uso do que foi chamado de Schutzhaft, "custódia protetora", um eufemismo para o poder de prender pessoas sem procedimentos judiciais. Uma estranheza do sistema era que o prisioneiro tinha que assinar seu próprio Schutzhaftbefehl, uma ordem declarando que a pessoa havia pedido prisão, presumivelmente por medo de danos pessoais. Além disso, milhares de prisioneiros políticos em toda a Alemanha, e a partir de 1941, em todos os territórios ocupados sob o Decreto Noite e Nevoeiro, simplesmente desapareceram enquanto estavam sob custódia da Gestapo.

## Contra-espionagem
O governo polonês no exílio em Londres durante a Segunda Guerra Mundial recebeu informações militares confidenciais sobre a Alemanha Nazista de agentes e informantes em toda a Europa. Depois que a Alemanha conquistou a Polônia no outono de 1939, oficiais da Gestapo acreditaram que haviam neutralizado as atividades de inteligência polonesas. No entanto, certas informações polonesas sobre o movimento da polícia alemã e unidades da Schutzstaffel (SS) para o leste durante a invasão alemã da União Soviética no outono de 1941 eram semelhantes às informações da inteligência britânica obtidas secretamente por meio da interceptação e decodificação de mensagens da polícia alemã e da SS enviadas por rádio telegrafia.
Em 1942, a Gestapo descobriu um esconderijo de documentos da inteligência polonesa em Praga e ficou surpresa ao ver que agentes e informantes poloneses estavam reunindo informações militares detalhadas e as contrabandeando para Londres, via Budapeste e Istambul. Os poloneses identificaram e rastrearam trens militares alemães para a Frente Oriental e identificaram quatro batalhões da Polícia da Ordem enviados para áreas ocupadas da União Soviética em outubro de 1941 e se envolveram em crimes de guerra e assassinatos em massa.
Os agentes poloneses também coletaram informações detalhadas sobre o moral dos soldados alemães na Frente Oriental. Depois de descobrir uma amostra das informações que os poloneses relataram, oficiais da Gestapo concluíram que a atividade de inteligência polonesa representava um perigo muito sério para a Alemanha. Ainda em 6 de junho de 1944, Heinrich Müller preocupado com o vazamento de informações para os Aliados e criou uma unidade especial chamada Sonderkommando Jerzy, com o objetivo de erradicar a rede de inteligência polonesa no oeste e sudoeste da Europa.

## Supressão de resistência
No início da existência do regime, medidas duras foram aplicadas a oponentes políticos e aqueles que resistiam à doutrina nazista (por exemplo, os comunistas), um papel que as Sturmabteilung (SA) desempenhavam até que a Sicherheitsdienst (SD) e a Gestapo minassem sua influência e assumissem o controle da segurança no Reich. Como a Gestapo parecia onisciente e onipotente, a atmosfera de medo que criaram levou a uma superestimação de seu alcance e força; uma avaliação falha que prejudicou a eficácia operacional das organizações de resistência clandestina.

### Dissidência religiosa
Muitas partes da Alemanha Nazista (onde existia dissidência religiosa após a tomada do poder nazista) viram uma rápida transformação; uma mudança observada pela Gestapo em cidades conservadoras como Wurtzburgo, onde as pessoas concordaram com o regime por meio de acomodação, colaboração ou simples obediência. O aumento das objeções religiosas às políticas nazistas levou a Gestapo a monitorar cuidadosamente as organizações religiosas. Em sua maioria, os membros da igreja não ofereceram resistência política, mas simplesmente queriam garantir que a doutrina organizacional permanecesse intacta.
No entanto, o regime nazista procurou suprimir qualquer fonte de ideologia que não a sua e começou a amordaçar ou esmagar as igrejas no chamado Kirchenkampf. Quando os líderes da Igreja (clero) expressaram seu receio sobre o programa de eutanásia e as políticas raciais nazistas, Adolf Hitler deu a entender que os considerava "traidores do povo" e chegou a chamá-los de "os destruidores da Alemanha". O extremo antissemitismo e as heresias neopagãs dos nazistas levaram alguns cristãos a resistir abertamente, e o Papa Pio XI a publicar a encíclica Mit brennender Sorge denunciando o nazismo e alertando os católicos contra aderir ou apoiar o Partido Nazista. Alguns pastores, como o clérigo protestante Dietrich Bonhoeffer, pagaram por sua oposição com a vida.
Em um esforço para conter a força e a influência da resistência espiritual, os registros nazistas revelam que o Referat B1 da Gestapo monitorava as atividades dos bispos muito de perto, instruindo que agentes fossem criados em todas as dioceses, que os relatórios dos bispos ao Vaticano fossem obtidos e que as áreas de atuação dos bispos devem ser descobertas. Os reitores deveriam ser considerados os "olhos e ouvidos dos bispos" e uma "vasta rede" estabelecida para monitorar as atividades do clero comum: "A importância deste inimigo é tal que os inspetores da polícia de segurança e dos serviços de segurança farão deste grupo de pessoas e das questões por elas debatidas uma preocupação especial".
Em Dachau: The Official History 1933–1945, Paul Berben escreveu que o clero era vigiado de perto e frequentemente denunciado, preso e enviado para campos de concentração nazistas: "Um padre foi preso em Dachau por ter afirmado que havia gente boa na Inglaterra; outra sofreu o mesmo destino por advertir uma garota que queria se casar com um homem da Schutzstaffel (SS) depois de abjurar a fé católica; ainda outro porque administrava um negócio para um comunista falecido". Outros foram presos simplesmente por serem "suspeitos de atividades hostis ao Estado" ou por haver motivos para "supor que seus negócios pudessem prejudicar a sociedade". Mais de 2 700 clérigos católicos, protestantes e ortodoxos foram presos apenas em Dachau. Depois que Reinhard Heydrich (que era ferrenhamente anticatólico e anticristão) foi assassinado em Praga, seu sucessor, Ernst Kaltenbrunner, relaxou algumas das políticas e depois dissolveu o Departamento IVB (opositores religiosos) da Gestapo.

### Oposição estudantil
Entre junho de 1942 e março de 1943, protestos estudantis pediam o fim do regime nazista. Isso incluiu a resistência não violenta de Hans Scholl e Sophie Scholl, dois líderes do grupo de estudantes da Rosa Branca. No entanto, os grupos de resistência e aqueles que estavam em oposição moral ou política aos nazistas foram paralisados pelo medo de represálias da Gestapo. Com medo de uma derrubada interna, as forças da Gestapo foram lançadas contra a oposição. Grupos como o Rosa Branca e outros, como o Piratas de Edelweiss e o Swingjugend, foram colocados sob estrita observação da Gestapo. Alguns participantes foram enviados para campos de concentração. Membros importantes do mais famoso desses grupos, a Rosa Branca, foram presos pela polícia e entregues à Gestapo. Para vários líderes, sua punição foi a morte. Durante os primeiros cinco meses de 1943, a Gestapo prendeu milhares de suspeitos de atividades de resistência e realizou numerosas execuções. Os líderes estudantis da oposição foram executados no final de fevereiro, e uma importante organização da oposição, o Círculo Oster, foi destruída em abril de 1943. Os esforços para resistir ao regime nazista foram muito pequenos e tiveram poucas chances de sucesso, especialmente porque a grande porcentagem do povo alemão não apoiou tais ações.

### Oposição geral e conspiração militar
Entre 1934 e 1938, a oposição do regime nazista e seus companheiros começaram a surgir. Entre os primeiros a falar estavam dissidentes religiosos, mas seguindo em seu rastro estavam educadores, empresários aristocráticos, funcionários de escritório, professores e outros de quase todas as classes sociais. A maioria das pessoas aprendeu rapidamente que a oposição aberta era perigosa, uma vez que informantes e agentes da Gestapo estavam infiltrados. No entanto, um número significativo deles ainda trabalhava contra o Governo Nacional-Socialista.
Durante maio de 1935, a Gestapo se separou e prendeu membros do "Círculo Markwitz", um grupo de ex-socialistas em contato com Otto Strasser, que buscava a queda de Adolf Hitler. De meados dos anos 1930 ao início dos anos 1940, vários grupos compostos por comunistas, idealistas, pessoas da classe trabalhadora e organizações de oposição conservadora de extrema direita lutaram secretamente contra o governo de Hitler, e vários deles fomentaram conspirações que incluíam o assassinato de Hitler. Quase todos eles, incluindo: o Grupo Römer, Grupo Robby, Círculo Solf, Schwarze Reichswehr, o Partido da Classe Média Radical, Jungdeutscher Orden, Frente Schwarze e Stahlhelm foram descobertos ou infiltrados pela Gestapo. Isso resultou em prisões correspondentes, envio para campos de concentração e execução. Um dos métodos empregados pela Gestapo para enfrentar essas facções de resistência era a "detenção protetora", que facilitava o processo de envio de dissidentes aos campos de concentração e contra os quais não havia defesa legal.

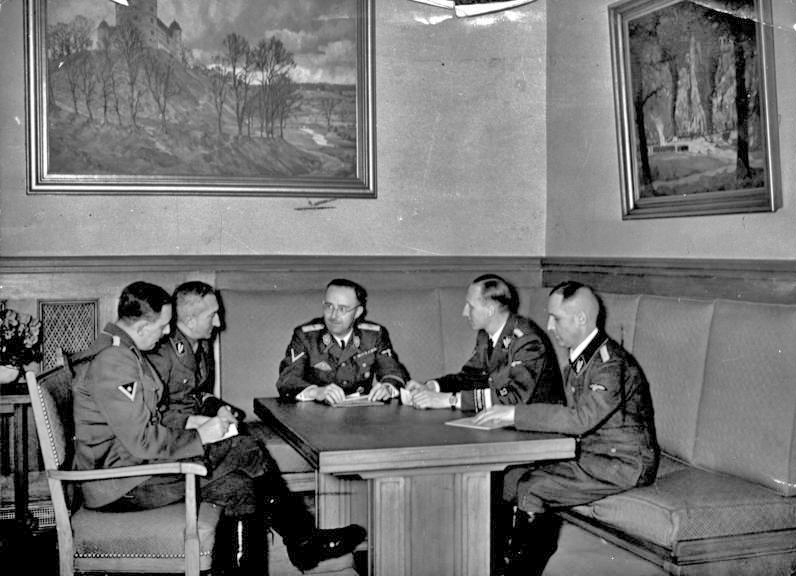
Fotografia de 1939: mostradas da esquerda para a direita estão Franz Josef Huber, Arthur Nebe, Heinrich Himmler, Reinhard Heydrich e Heinrich Müller planejando a investigação da tentativa de assassinato a bomba contra Adolf Hitler em 8 de novembro de 1939 em Munique

Os primeiros esforços para resistir aos nazistas com ajuda estrangeira foram prejudicados quando os sensores de paz da oposição para os Aliados Ocidentais não tiveram sucesso. Isso se deveu em parte ao incidente de Venlo em 9 de novembro de 1939, no qual agentes da Sicherheitsdienst (SD) e da Gestapo, se passando por antinazistas nos Países Baixos, sequestraram dois oficiais do Serviço Secreto de Inteligência Britânico (SIS) após tê-los atraído para uma reunião discutir os termos de paz. Isso levou Winston Churchill a proibir qualquer contato posterior com a oposição alemã. Mais tarde, os britânicos e americanos não queriam lidar com os antinazistas porque temiam que a União Soviética acreditasse que eles estavam tentando fazer negócios pelas costas.
A oposição alemã estava em uma posição nada invejável no final da primavera e no início do verão de 1943. Por um lado, era quase impossível para eles derrubarem Hitler e o Partido Nazista; por outro lado, a demanda dos Aliados por uma rendição incondicional não significava nenhuma oportunidade para um acordo de paz, o que deixava os militares e aristocratas conservadores que se opunham ao regime opção nenhuma (aos seus olhos) a não ser continuar a luta militar. Apesar do medo da Gestapo após prisões em massa e execuções na primavera, a oposição ainda tramava e planejava. Um dos esquemas mais famosos, a Operação Valquíria, envolveu vários oficiais alemães seniores e foi executada pelo coronel Claus Schenk Graf von Stauffenberg. Em uma tentativa de assassinar Hitler, Stauffenberg plantou uma bomba debaixo de uma mesa de conferência dentro da sede de campo da Toca do Lobo. Conhecida como conspiração de 20 de julho, essa tentativa de assassinato falhou e Hitler ficou apenas levemente ferido. Os relatórios indicam que a Gestapo foi apanhada sem saber deste complô, uma vez que não tinha proteções suficientes nos locais adequados nem tomou quaisquer medidas preventivas. Stauffenberg e seu grupo foram fuzilados em 21 de julho de 1944; enquanto isso, seus companheiros conspiradores foram presos pela Gestapo e enviados para um campo de concentração. Depois disso, houve um julgamento espetacular supervisionado por Roland Freisler, seguido de sua execução.
Na Áustria, ainda havia grupos leais aos Habsburgos que, ao contrário da maioria no grande Reich alemão, permaneceram determinados a resistir aos nazistas. Esses grupos se tornaram um foco especial da Gestapo por causa de seus objetivos insurrecionistas, a derrubada do regime nazista, o restabelecimento de uma Áustria independente sob a liderança dos Habsburgos, e o ódio de Hitler pela família Habsburg. Hitler rejeitou veementemente os princípios pluralistas seculares dos Habsburgos de "viver e deixar viver" no que diz respeito a grupos étnicos, povos, minorias, religiões, culturas e línguas. O plano da resistência dos Habsburgos Karl Burian (que mais tarde foi executado) de explodir o quartel-general da Gestapo em Viena representou uma tentativa única de agir agressivamente contra a Gestapo. Indivíduos em grupos de resistência austríacos liderados por Heinrich Maier também conseguiram repassar os planos e a localização das instalações de produção de foguetes V-2, tanques Tiger e aviões para os Aliados.
Alguns alemães estavam convencidos de que era seu dever aplicar todos os expedientes possíveis para acabar com a guerra o mais rápido possível. Os esforços de sabotagem foram empreendidos por membros da liderança da Abwehr (inteligência militar), enquanto recrutavam pessoas conhecidas por se oporem ao regime nazista. A Gestapo reprimiu implacavelmente os dissidentes na Alemanha Nazista, assim como em todos os outros lugares. A oposição ficou mais difícil. Prisões, torturas e execuções eram comuns. O terror contra os "inimigos do estado" se tornou um modo de vida a tal ponto que a presença e os métodos da Gestapo foram finalmente normalizados nas mentes das pessoas que viviam na Alemanha.

## Organização

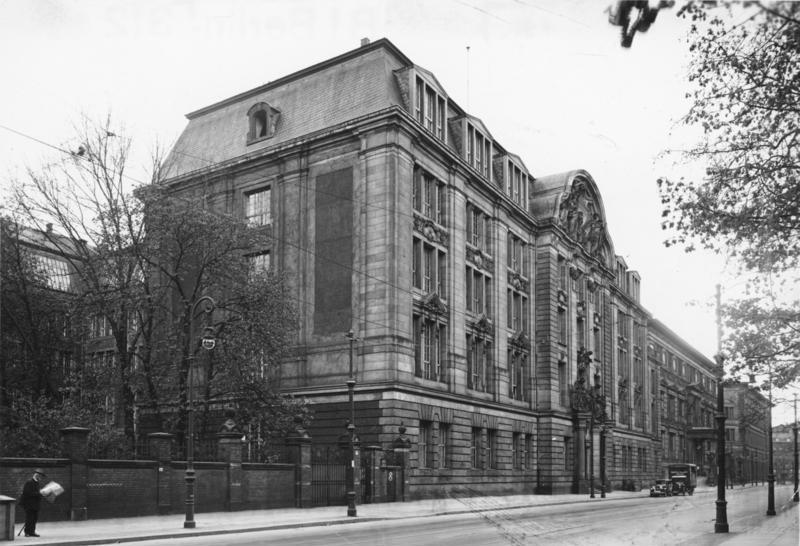
Sede da Gestapo na Prinz Albrecht Street em Berlim, 1933

Em janeiro de 1933, Hermann Göring, ministro de Adolf Hitler sem pasta, foi nomeado chefe da Polícia Prussiana e começou a encher as unidades políticas e de inteligência da Polícia Secreta Prussiana com membros do Partido Nazista. Um ano após o início da organização, Göring escreveu em uma publicação britânica sobre ter criado a organização por sua própria iniciativa e como ele foi "o principal responsável" pela eliminação da ameaça marxista e comunista na Alemanha Nazista e na Prússia. Descrevendo as atividades da organização, Göring se gabou da total crueldade necessária para a recuperação da Alemanha, o estabelecimento de campos de concentração para esse fim, e ainda afirmou que os excessos foram cometidos no início, contando como os espancamentos ocorreram aqui e ali. Em 26 de abril de 1933, ele reorganizou o Amt III da força como Gestapa (mais conhecida pelo "apelido" Gestapo), uma polícia estadual secreta destinada a servir à causa nazista. Menos de duas semanas depois, no início de maio de 1933, a Gestapo se mudou para sua sede em Berlim em Prinz-Albrecht-Straße 8.
Como resultado de sua fusão em 1936 com a Kripo (Polícia Criminal Nacional) para formar subunidades da Sicherheitspolizei (SiPo; Polícia de Segurança), a Gestapo foi oficialmente classificada como agência governamental. A subseqüente nomeação de Heinrich Himmler para Chef der Deutschen Polizei (Chefe da Polícia Alemã) e o status de Reichsführer-SS o tornaram independente do controle nominal do Ministro do Interior Wilhelm Frick.
O SiPo foi colocado sob o comando direto de Reinhard Heydrich, que já era chefe do serviço de inteligência do Partido Nazista, o Sicherheitsdienst (SD). A ideia era identificar e integrar totalmente a agência partidária (SD) com a agência estadual (SiPo). A maioria dos membros do SiPo se juntou à Schutzstaffel (SS) e ocupou uma posição em ambas as organizações. No entanto, na prática, houve sobreposição jurisdicional e conflito operacional entre o SD e a Gestapo.

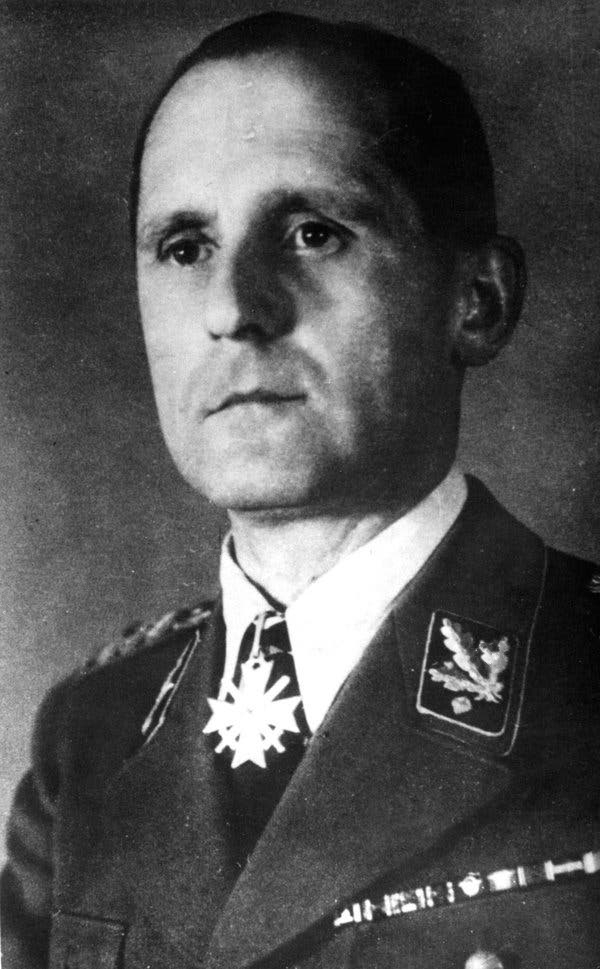
Heinrich Müller, chefe da Gestapo; 1939-1945

Em setembro de 1939, o SiPo e o SD foram fundidos no recém-criado Reichssicherheitshauptamt (RSHA; Gabinete Central de Segurança do Reich). Tanto a Gestapo quanto a Kripo se tornaram departamentos distintos dentro da RSHA. Embora a Sicherheitspolizei tenha sido oficialmente dissolvida, o termo SiPo foi usado figurativamente para descrever qualquer pessoal da RSHA durante o restante da guerra. Em vez de mudanças nas convenções de nomenclatura, o construto original do SiPo, Gestapo e Kripo não pode ser totalmente compreendido como "entidades discretas", uma vez que, em última análise, formaram "um conglomerado em que cada um estava ligado um ao outro e à SS por meio de seu Serviço de Segurança, o SD."
A criação do RSHA representou a formalização, em nível superior, da relação sob a qual o SD atuava como órgão de inteligência da polícia de segurança. Uma coordenação semelhante existia nos gabinetes locais. Na Alemanha e nas áreas que foram incorporadas ao Reich para fins de administração civil, os gabinetes locais da Gestapo, da polícia criminal e do SD foram formalmente separados. Eles estavam sujeitos à coordenação de inspetores da polícia de segurança e do SD nas equipes da SS local e líderes da polícia, no entanto, e uma das principais funções das unidades locais do SD era servir como agência de inteligência para os Unidades da Gestapo. Nos territórios ocupados, a relação formal entre unidades locais da Gestapo, polícia criminal e SD era um pouco mais estreita.
A Gestapo ficou conhecida como RSHA Amt IV ("Departamento ou Gabinete IV") com Heinrich Müller como seu chefe. Em janeiro de 1943, Himmler nomeou Ernst Kaltenbrunner chefe do RSHA; quase sete meses depois de Heydrich ter sido assassinado. Os departamentos internos específicos da Amt IV eram os seguintes:
- Departamento A (opositores políticos)
  - Comunistas (A1)
  - Contra-sabotagem (A2)
  - Reacionários, liberais e oposição (A3)
  - Serviços de proteção (A4)

- Departamento B (seitas e igrejas)
  - Catolicismo (B1)
  - Protestantismo (B2)
  - Maçons e outras igrejas (B3)
  - Assuntos judaicos (B4)

- Departamento C (Administração e Assuntos Partidários), gabinete administrativo central da Gestapo, responsável pelos arquivos de cartão de todo o pessoal, incluindo todos os oficiais.
  - Arquivos, ficha, índices, informações e administração (C1)
  - Custódia protetora (C2)
  - Assessoria de Imprensa (C3)
  - Assuntos do Partido Nazista (C4)

- Departamento D (Territórios Ocupados), administração para regiões fora do Reich.
  - Assuntos do protetorado, Protetorado da Boêmia e Morávia, regiões da Iugoslávia, Grécia (D1)
    - 1.º Destacamento de Combate Especial de Belgrado

  - Governo Geral (D2)
  - Gabinete confidencial, estrangeiros hostis, emigrantes (D3)
  - Territórios ocupados da França, Bélgica, Países Baixos, Noruega, Dinamarca (D4)
  - Territórios Orientais Ocupados (D5)

- Departamento E (segurança e contra-espionagem)
  - No Reich (E1)
  - Política e formação econômica (E2)
  - Oeste (E3)
  - Escandinávia (Norte) (E4)
  - Leste (E5)
  - Sul (E6)

Em 1941, Referat N, o gabinete de comando central da Gestapo foi formado. No entanto, esses departamentos internos permaneceram e a Gestapo continuou a ser um departamento sob a égide da RSHA. Os gabinetes locais da Gestapo, conhecidos como Gestapo Leitstellen e Stellen, respondiam a um comandante local conhecido como Inspekteur der Sicherheitspolizei und des SD ("Inspetor da Polícia de Segurança e Serviço de Segurança") que, por sua vez, estava sob o comando duplo da Referat N da Gestapo e também seu líder local de Polícia da SS.
A Gestapo também mantinha gabinetes em todos os campos de concentração nazistas, ocupava um gabinete na equipe das SS e líderes da polícia e fornecia pessoal conforme necessário para formações como os Einsatzgruppen. O pessoal designado para essas funções auxiliares era frequentemente removido da cadeia de comando da Gestapo e ficava sob a autoridade de ramos das SS.
Carreira feminina em investigação criminal
De acordo com os regulamentos emitidos pelo Gabinete de Segurança Central do Reich em 1940, mulheres que foram treinadas em serviço social ou com educação semelhante podiam ser contratadas como detetives. Mulheres líderes, advogadas, administradoras de negócios com experiência em serviço social, mulheres líderes no Reichsarbeitsdienst e administradoras de pessoal na Liga das Moças Alemãs foram contratadas como detetives após um curso de um ano, se tivessem vários anos de experiência profissional. Mais tarde, também enfermeiras, professoras de jardim de infância e funcionárias comerciais treinadas com aptidão para o trabalho policial foram contratadas como detetives após um curso de dois anos. Depois de dois anos como Kriminaloberassistentin a promoção para Kriminalsekretärin poderia ocorrer, depois de mais dois ou três anos naquela série, detetive poderia ser promovida a Kriminalobersekretärin. Outras promoções para Kriminalkommissarin e Kriminalrätin também eram possíveis.

## Filiação

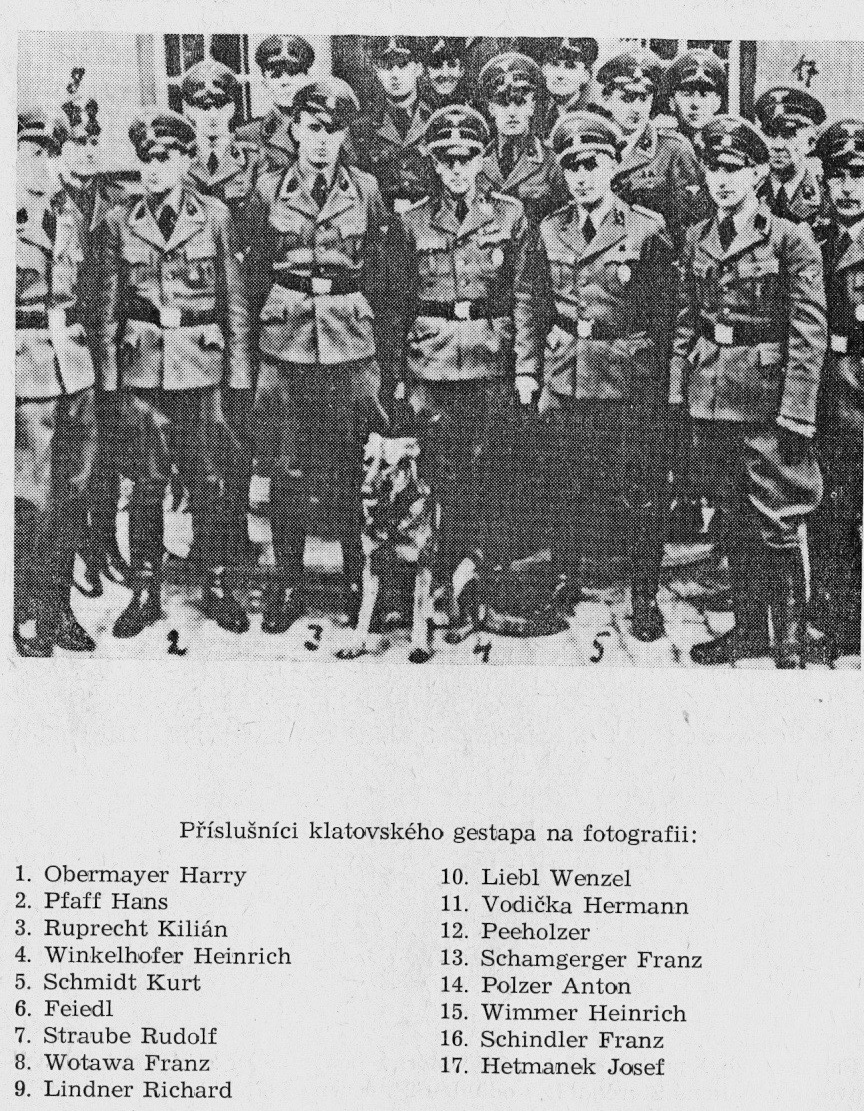
Membros da Gestapo em Klatovy, Checoslováquia ocupada pela Alemanha Nazista

Em 1933, não houve expurgo das forças policiais alemãs. A grande maioria dos oficiais da Gestapo veio das forças policiais da República de Weimar; membros da Schutzstaffel (SS), Sturmabteilung (SA) e do Partido Nazista também se juntaram à Gestapo, mas eram menos numerosos. Em março de 1937, a Gestapo empregava cerca de 6.500 pessoas em 54 gabinetes regionais em todo o Reich. Pessoal adicional foi acrescentado em março de 1938, em consequência da anexação da Áustria e novamente em outubro de 1938 com a aquisição da Região dos Sudetas. Em 1939, apenas 3 000 de um total de 20 000 homens da Gestapo ocupavam cargos da SS e, na maioria dos casos, eram honorários. Um homem que serviu na Gestapo prussiana em 1933 lembrou que a maioria de seus colegas de trabalho "não era de forma alguma nazista. Em sua maioria, eram jovens funcionários públicos profissionais..." Os nazistas valorizavam a competência policial mais do que a política, então, em geral, em 1933, quase todos os homens que serviram nas várias forças policiais estaduais durante a República de Weimar permaneceram em seus empregos. Em Wurtzburgo, que é um dos poucos lugares na Alemanha Nazista onde a maioria dos registros da Gestapo sobreviveu, todos os membros da Gestapo eram policiais de carreira ou tinham experiência policial.
O historiador canadense Robert Gellately escreveu que a maioria dos homens da Gestapo não eram nazistas, mas, ao mesmo tempo, não se opunham ao regime nazista, ao qual estavam dispostos a servir, em qualquer tarefa que fossem chamados a cumprir. Com o tempo, a participação na Gestapo incluiu treinamento ideológico, principalmente depois que Werner Best assumiu um papel de liderança no treinamento em abril de 1936. Empregando metáforas biológicas, Best enfatizou uma doutrina que encorajava os membros da Gestapo a se verem como 'médicos' do 'corpo nacional' na luta contra "patógenos" e "doenças"; entre as doenças implícitas estavam "comunistas, maçons e as igrejas, e acima e por trás de tudo isso estavam os judeus". Reinhard Heydrich pensava em linhas semelhantes e defendia medidas defensivas e ofensivas por parte da Gestapo, de modo a evitar qualquer subversão ou destruição do corpo Nacional-Socialista.
Quer tenham sido treinados originalmente como policiais ou não, os próprios agentes da Gestapo foram moldados por seu ambiente sócio-político. O historiador George C. Browder afirma que houve um processo de quatro partes (autorização, reforço, rotinização e desumanização) em vigor que legitimou a atmosfera psicossocial que condicionava os membros da Gestapo à violência radicalizada. Browder também descreve um efeito sanduíche, onde vindo de cima; os agentes da Gestapo foram submetidos a racismo ideologicamente orientado e teorias biológicas criminosas; e de baixo, a Gestapo foi transformada pelo pessoal da SS que não tinha o treinamento policial adequado, o que mostrou em sua propensão para a violência desenfreada. Essa mistura certamente moldou a imagem pública da Gestapo, que eles procuraram manter, apesar de sua crescente carga de trabalho; uma imagem que os ajudou a identificar e eliminar os inimigos do estado nazista.

## Proporções populacionais, métodos e eficácia
Ao contrário da crença popular, a Gestapo não era a agência onipotente e onipresente na sociedade alemã. Na Alemanha Nazista, muitas vilas e cidades tinham menos de 50 funcionários oficiais da Gestapo. Por exemplo, em 1939, Estetino e Frankfurt am Main tinham apenas um total de 41 agentes da Gestapo combinados. Em Düsseldorf, o gabinete local da Gestapo tinha apenas 281 homens era responsável por toda a região do Baixo Reno, que compreendia 4 milhões de pessoas. "V-men", como eram conhecidos os agentes secretos da Gestapo, eram usados para se infiltrar em grupos de oposição social-democrata e comunista, mas isso era mais a exceção, não a regra. O gabinete da Gestapo em Saarbrücken tinha 50 informantes permanentes em 1939. O Gabinete Distrital de Nurembergue, que era responsável por todo o norte da Baviera, empregou um total de 80 a 100 informantes por período integral entre 1943 e 1945. A maioria dos informantes da Gestapo não eram informantes permanentes trabalhando disfarçados, mas eram cidadãos comuns que optaram por denunciar outras pessoas à Gestapo.
De acordo com a análise do historiador canadense Robert Gellately sobre os gabinetes locais estabelecidos, a Gestapo era, na maior parte, composta de burocratas e funcionários clericais que dependiam de denúncias de cidadãos para obter informações. Gellately argumentou que era por causa da disposição generalizada dos alemães de informar uns aos outros para a Gestapo que a Alemanha Nazista entre 1933 e 1945 foi um excelente exemplo de panopticismo. A Gestapo, às vezes, era inundada com denúncias e a maior parte do tempo era gasta separando as denúncias verossímeis das menos verossímeis. Muitos dos gabinetes locais estavam sem pessoal e sobrecarregados, lutando com a carga de papel causada por tantas denúncias. Gellately também sugeriu que a Gestapo era "uma organização reativa" "... que foi construída dentro da sociedade alemã e cujo funcionamento dependia estruturalmente da cooperação contínua dos cidadãos alemães".
Depois de 1939, quando muitos funcionários da Gestapo foram convocados para trabalhos relacionados à guerra, como serviço nas Einsatzgruppen, o nível de excesso de trabalho e falta de pessoal nos gabinetes locais aumentou. Para obter informações sobre o que estava acontecendo na sociedade alemã, a Gestapo continuava dependendo principalmente de denúncias. 80% de todas as investigações da Gestapo foram iniciadas em resposta a informações fornecidas por denúncias de alemães comuns; enquanto 10% foram iniciados em resposta a informações fornecidas por outros ramos do governo alemão e outros 10% começaram em resposta a informações que a própria Gestapo desenterrou. As informações fornecidas pelas denúncias muitas vezes levaram a Gestapo a determinar quem era preso.
A imagem popular da Gestapo com seus espiões em todos os lugares aterrorizando a sociedade alemã foi rejeitada por muitos historiadores como um mito inventado após a guerra como uma cobertura para a cumplicidade generalizada da sociedade alemã em permitir que a Gestapo funcionasse. Trabalho realizado por historiadores sociais como Detlev Peukert, Robert Gellately, Reinhard Mann, Inge Marssolek, René Otto, Klaus-Michael Mallamann e Paul Gerhard, que ao focar no que os escritórios locais estavam fazendo mostrou a dependência quase total da Gestapo de denúncias de alemães comuns, e desacreditaram profundamente a velha imagem do "Big Brother" com a Gestapo tendo seus olhos e ouvidos por toda parte. Por exemplo, dos 84 casos em Wurtzburgo de Rassenschande ("impureza racial", relações sexuais com não-arianos), 45 (54%) foram iniciados em resposta a denúncias de pessoas comuns, 2 (2%) por informações fornecidas por outros ramos do governo, 20 (24%) por meio de informações obtidas durante interrogatórios de pessoas relacionadas a outros assuntos, 4 (5%) de informações de organizações do Partido Nazista (nazistas), 2 (2%) durante "avaliações políticas" e 11 (13 %) não tem nenhuma fonte listada, enquanto nenhuma foi iniciada pelas próprias "observações" da Gestapo sobre a população de Wurtzburgo.
Um exame de 213 denúncias em Düsseldorf mostrou que 37% foram motivadas por conflitos pessoais, nenhum motivo pôde ser estabelecido em 39% e 24% foram motivadas pelo apoio ao regime nazista. A Gestapo sempre demonstrou um interesse especial em denúncias relativas a questões sexuais, especialmente casos relativos à Rassenschande com judeus ou entre alemães e estrangeiros, em particular trabalhadores escravos poloneses; a Gestapo aplicou métodos ainda mais duros aos trabalhadores estrangeiros no país, especialmente os da Polônia, judeus, católicos e homossexuais. Com o passar do tempo, denúncias anônimas à Gestapo causaram problemas a vários funcionários do NSDAP/AO, que muitas vezes eram investigados pela Gestapo.
Dos casos políticos, 61 pessoas foram investigadas por suspeita de pertencerem ao Partido Comunista da Alemanha, 44 ao Partido Social-Democrata da Alemanha e 69 a outros partidos políticos. A maioria das investigações políticas ocorreu entre 1933 e 1935, com o recorde histórico de 57 casos em 1935. Depois daquele ano, as investigações políticas diminuíram com apenas 18 investigações em 1938, 13 em 1939, 2 em 1941, 7 em 1942, 4 em 1943 e 1 em 1944. A "outra" categoria associada à não conformidade incluía tudo, desde um homem que desenhou uma caricatura de Adolf Hitler até um professor católico suspeito de ser indiferente ao ensino do Nacional-Socialismo em sua sala de aula. A categoria "controle administrativo" dizia respeito a quem infringisse a lei de residência na cidade. A categoria de "criminalidade convencional" dizia respeito a crimes econômicos como lavagem de dinheiro, contrabando e homossexualidade.
Os métodos normais de investigação incluíam várias formas de chantagem, ameaças e extorsão para obter "confissões". Além disso, a privação de sono e várias formas de assédio foram usadas como métodos de investigação. Caso contrário, a tortura e o plantio de provas seriam métodos comuns de solução de um caso, especialmente se o caso envolvesse alguém judeu. A brutalidade por parte dos interrogadores, muitas vezes provocada por denúncias e seguida de batidas, permitiu à Gestapo descobrir várias redes de resistência; também os fazia parecer que sabiam de tudo e podiam fazer o que quisessem.
Embora o número total de oficiais da Gestapo tenha sido limitado quando comparado com as populações representadas, o Volksgenosse médio (termo nazista para o "membro do povo alemão") normalmente não estava sob observação, então a proporção estatística entre oficiais da Gestapo e habitantes é "amplamente sem valor e de pouco significado", de acordo com alguns estudiosos recentes. Como observou o historiador Eric Johnson, "O terror nazista era terror seletivo", com seu foco em oponentes políticos, dissidentes ideológicos (clero e organizações religiosas), criminosos de carreira, a população Sinti e Ciganos, pessoas com deficiência, homossexuais e, acima de tudo, sobre os Judeus. O "terror seletivo" da Gestapo, como mencionado por Johnson, também é apoiado pelo historiador Richard Evans, que afirma que "a violência e a intimidação raramente afetaram a vida da maioria dos alemães comuns. A denúncia era a exceção, não a regra, no que dizia respeito ao comportamento da grande maioria dos alemães". O envolvimento de alemães comuns nas denúncias também precisa ser colocado em perspectiva para não exonerar a Gestapo. Como Evans deixa claro, "... não foi o povo alemão comum que se engajou na vigilância, foi a Gestapo; nada acontecia até que a Gestapo recebesse uma denúncia, e foi a busca ativa da Gestapo por desvios e dissidências que deu significado às denúncias". A eficácia da Gestapo permaneceu na capacidade de "projetar" onipotência ... eles cooptaram a ajuda da população alemã usando denúncias em seu proveito; provando no final um órgão de terror poderoso, implacável e eficaz sob o regime nazista que parecia estar em toda parte. Por fim, a eficácia da Gestapo, embora auxiliada por denúncias e o olhares atento de alemães comuns, foi mais o resultado da coordenação e cooperação entre os vários órgãos da polícia dentro da Alemanha, a assistência da Schutzstaffel (SS) e o apoio fornecido por as várias organizações do Partido Nazista; todos juntos formando uma rede organizada de perseguição.

## Julgamentos de Nuremberg

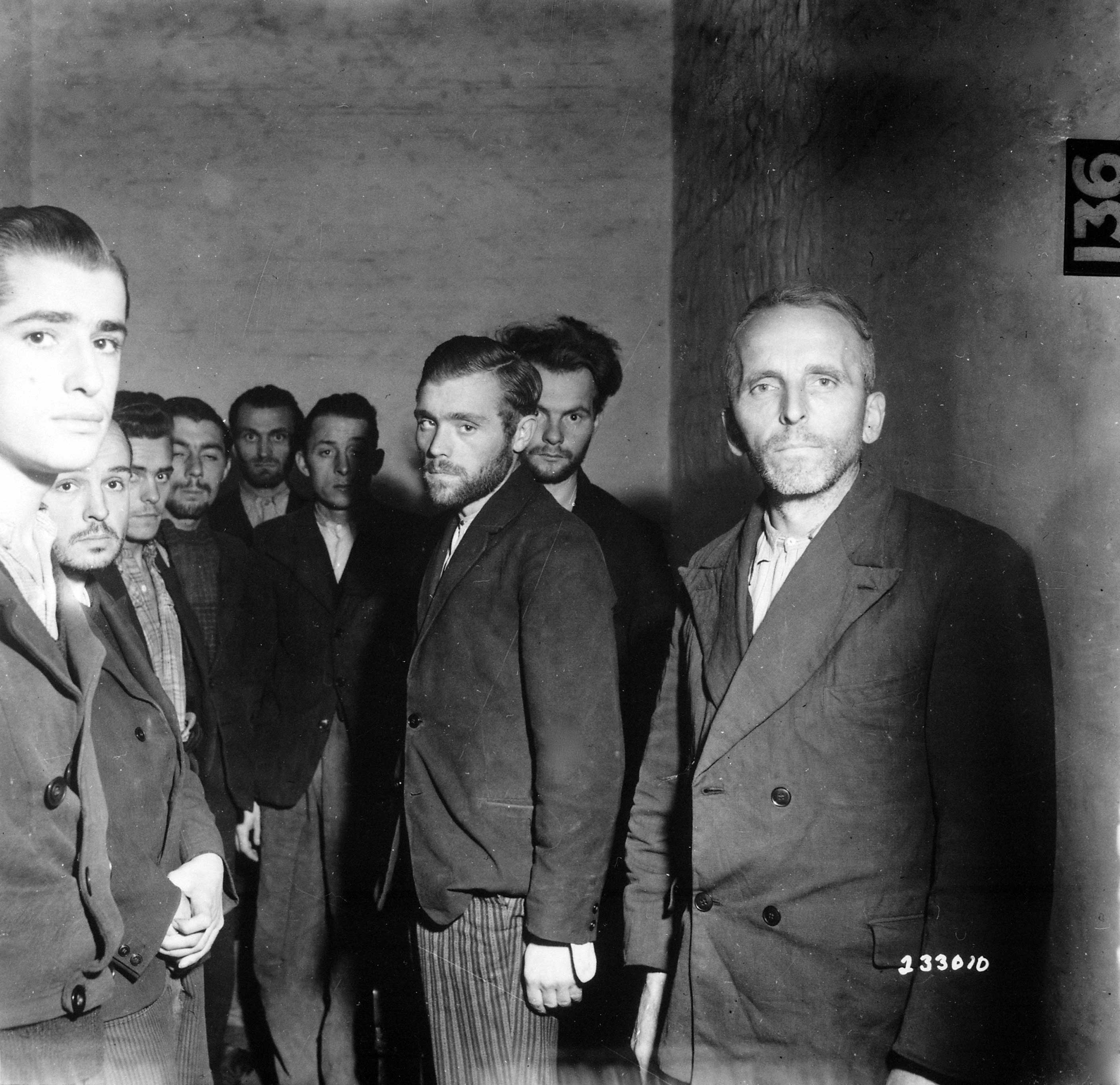
Agentes da Gestapo alemã presos após a libertação de Liège, na Bélgica, são fotografados em uma cela na Cidadela de Liège, outubro de 1944

Entre 14 de novembro de 1945 e 3 de outubro de 1946, os Aliados estabeleceram um Tribunal Militar Internacional (IMT) para julgar 22 grandes criminosos de guerra nazistas e seis grupos por crimes contra a paz, crimes de guerra e crimes contra a humanidade. 19 dos 22 foram condenados e 12, Martin Bormann (à revelia), Hans Frank, Wilhelm Frick, Hermann Göring, Alfred Jodl, Ernst Kaltenbrunner, Wilhelm Keitel, Joachim von Ribbentrop, Alfred Rosenberg, Fritz Sauckel, Arthur Seyss-Inquart, Julius Streicher, foram condenados à pena de morte. 3, Walther Funk, Rudolf Hess, Erich Raeder, receberam prisão perpétua; e os 4 restantes, Karl Dönitz, Konstantin von Neurath, Albert Speer e Baldur von Schirach, receberam sentenças de prisão mais curtas. Outros 3, Hans Fritzsche, Hjalmar Schacht e Franz von Papen, foram absolvidos. Na época, a Gestapo foi condenada como organização criminosa, junto com a Schutzstaffel (SS). No entanto, o líder da Gestapo, Heinrich Müller, nunca foi julgado, pois desapareceu no final da guerra.
Líderes, organizadores, investigadores e cúmplices que participam da formulação ou execução de um plano comum ou conspiração para cometer os crimes especificados foram declarados responsáveis por todos os atos praticados por qualquer pessoa na execução de tal plano. As posições oficiais dos réus como chefes de estado ou detentores de altos cargos governamentais não eram para libertá-los de responsabilidades ou atenuar sua punição; nem o fato de o arguido ter agido por ordem de um superior para o eximir da responsabilidade, embora pudesse ser considerado pelo Tribunal Militar Internacional para atenuação da pena.
No julgamento de qualquer membro individual de qualquer grupo ou organização, o Tribunal Militar Internacional foi autorizado a declarar (em relação a qualquer ato pelo qual o indivíduo foi condenado) que o grupo ou organização a que pertencia era uma organização criminosa. Quando um grupo ou organização era assim declarado criminoso, a autoridade nacional competente de qualquer signatário tinha o direito de levar a julgamento as pessoas por pertencimento a essa organização, se comprovado a natureza criminosa do grupo ou organização.
Esses grupos, o Partido Nazista e a liderança do governo, o Estado-Maior Alemão e o Alto Comando (OKW); o Sturmabteilung (SA); Schutzstaffel (SS), incluindo o Sicherheitsdienst (SD); e a Gestapo, tinha um número total de membros superior chegando a 2 milhões, tornando um grande número de seus membros passíveis de julgamento quando as organizações fossem condenadas.
Os julgamentos começaram em novembro de 1945. Em 1 de outubro de 1946, o IMT proferiu seu julgamento sobre as 21 figuras importantes nazistas: 18 foram condenados à morte ou a longas penas de prisão e três foram absolvidos. O IMT também condenou três dos grupos: a liderança nazista, a SS (incluindo o SD) e a Gestapo. Os membros da Gestapo Hermann Göring, Ernst Kaltenbrunner e Arthur Seyss-Inquart foram condenados individualmente. Três grupos foram absolvidos das acusações de crimes de guerra coletivos, mas isso não isentou os membros individuais desses grupos de condenação e punição pelo programa de desnazificação. Membros dos três grupos condenados foram presos pelo Reino Unido, Estados Unidos, União Soviética e França.

## Consequências
Em 1997, A cidade de Colônia transformou a antiga sede regional da Gestapo, EL-DE Haus, em um museu para documentar as ações da Gestapo.
Após a guerra, o Corpo de Contra-Espionagem dos Estados Unidos empregou o ex-chefe da Gestapo de Lyon, Klaus Barbie, por seus esforços anticomunistas e também o ajudou a fugir para a Bolívia.

## Liderança
|   | Foto | Nome                          | Tomou posse            | Deixou o cargo         | Tempo de serviço |
| - | ---- | ----------------------------- | ---------------------- | ---------------------- | ---------------- |
| 1 |      | Rudolf Diels (1900–1957)      | 26 de abril de 1933    | 20 de abril de 1934    | 11 meses         |
| 2 |      | Reinhard Heydrich (1904–1942) | 22 de abril de 1934    | 27 de setembro de 1939 | 5 anos e 5 meses |
| 3 |      | Heinrich Müller (1900–1945)   | 27 de setembro de 1939 | maio de 1945 †         | 5 anos e 7 meses |

## Principais agentes e oficiais
- Heinrich Baab (SiPo-SD Frankfurt)
- Klaus Barbie (SiPo-SD Lyon)
- Werner Best (SiPo-SD Copenhague)
- Karl Bömelburg (Chefe da Gestapo, Sul da França)
- Theodor Dannecker (SiPo-SD Paris)
- Rudolf Diels (Chefe da Gestapo 1933–1934)
- Adolf Eichmann (RSHA Berlim)
- Gerhard Flesch
- Hermann Göring (Fundador da Gestapo)
- Viktor Harnischfeger (Comissário Criminal da Gestapo de Düsseldorf)
- Reinhard Heydrich (SD, SiPo, Chefe da Gestapo 1934–1939, Chefe da RSHA 1939–1942)
- Heinrich Himmler (Reichsführer-SS)
- Ernst Kaltenbrunner (Chefe da RSHA 1943–1945)
- Herbert Kappler (Chefe da SD Roma)
- Helmut Knochen (Paris)
- Kurt Lischka (Paris)
- Ernst Misselwitz (Hauptscharführer SiPo-SD Paris)
- Violette Morris (Espião)
- Heinrich Müller (Chefe da Gestapo 1939–1945)
- Karl Oberg (Paris)
- Pierre Paoli (Chefe da Gestapo, França central)
- Oswald Poche (Chefe da estação Frankfurt Lindenstrasse)
- Henry Rinnan (Agente norueguês)
- Karl Eberhard Schöngarth
- Max Wielen

## Patentes e uniformes
A Gestapo era uma agência secreta à paisana e os agentes normalmente usavam ternos civis. Havia protocolos rígidos protegendo a identidade dos agentes de campo da Gestapo. Quando solicitada a identificação, um operativo era obrigado a apresentar apenas seu disco de autorização e não uma identificação com foto. Este disco identificava o operativo como membro da Gestapo sem revelar informações pessoais, exceto quando ordenado a fazê-lo por um oficial autorizado.
No Leitstellung (escritório do distrito) a equipe usava o uniforme cinza serviço da Schutzstaffel (SS), mas com ombreiras da polícia-padrão, e insígnias SS sobre o colarinho esquerdo. O colarinho direito era preto sem as runas de sig. A insígnia de diamante de manga com Sicherheitsdienst (SD) (SD Raute) foi usada na manga esquerda inferior, mesmo por homens do SiPo que não estavam na SD. Uniformes também eram usados por homens da Gestapo designados para os Einsatzgruppen em territórios ocupados, a princípio eram indistinguíveis do uniforme de campo da Waffen-SS. Reclamações da Waffen-SS levaram à mudança das placas de ombro das insígnias de patentes das Waffen-SS para as do Ordnungspolizei.
A Gestapo manteve detetives da polícia que foram usadas para todos os oficiais, tanto aqueles que eram quanto aqueles que não eram simultaneamente membros da SS.
| Carreira júnior           | Carreira sênior                                                           | Equivalente da Orpo    | Equivalente da SS   |
| ------------------------- | ------------------------------------------------------------------------- | ---------------------- | ------------------- |
| Kriminalassistentanwärter |                                                                           | Wachtmeister           | Unterscharführer    |
| apl. Kriminalassistent    |                                                                           | Oberwachtmeister       | Scharführer         |
| Kriminalassistent         |                                                                           | Revieroberwachtmeister | Oberscharführer     |
| Kriminaloberassistent     |                                                                           | Hauptwachtmeister      | Hauptscharführer    |
| Kriminalsekretär          |                                                                           | Meister                | Sturmscharführer    |
| Kriminalobersekretär      | Hilfskriminalkommissar Kriminalkommissar auf Probe apl. Kriminalkommissar | Leutnant               | Untersturmführer    |
| Kriminalinspektor         | Kriminalkommissar with less than three years in that rank                 | Oberleutnant           | Obersturmführer     |
|                           | Kriminalkommissar Kriminalrat with less than three years in that rank     | Hauptmann              | Hauptsturmführer    |
|                           | Kriminalrat Kriminaldirektor Regierungs- und Kriminalrat                  | Major                  | Sturmbannführer     |
|                           | Oberregierungs- u. Kriminalrat                                            | Oberstleutnant         | Obersturmbannführer |
|                           | Regierungs- u. Kriminaldirektor Reichskriminaldirektor                    | Oberst                 | Standartenführer    |

- Carreira júnior = einfacher Vollzugsdienst der Sicherheitspolizei (Laufbahn U 18: SS-Unterführer der Sicherheitspolizei und des SD).
- Carreira sênior = leitender Vollzugsdienst der Sicherheitspolizei (Laufbahn XIV: SS-Führer der Sicherheitspolizei und des SD).

Fonte:
Insígnia das patentes
| Sicherheitspolizei                                      | Insígnia das patentes | Sicherheitsdienst      |
| ------------------------------------------------------- | --------------------- | ---------------------- |
| Kriminalassistent                                       |                       | SS-Oberscharführer     |
| Kriminaloberassistent                                   |                       | SS-Hauptscharführer    |
| Kriminalsekretär                                        |                       | SS-Untersturmführer    |
| Kriminalobersekretär                                    |                       | SS-Untersturmführer    |
| Kriminalinspektor                                       |                       | SS-Obersturmführer     |
| Kriminalkommissar                                       |                       | SS-Obersturmführer     |
| Kriminalkommissar com mais de três anos no grau         |                       | SS-Hauptsturmführer    |
| Kriminalrat                                             |                       | SS-Hauptsturmführer    |
| Kriminalrat com mais de três anos no grau               |                       | SS-Sturmbannführer     |
| Kriminaldirektor                                        |                       | SS-Sturmbannführer     |
| Regierungs- und Kriminalrat                             |                       | SS-Sturmbannführer     |
| Oberregierungs- und Kriminalrat                         |                       | SS-Obersturmbannführer |
| Regierungs- und Kriminaldirektor Reichskriminaldirektor |                       | SS-Standartenführer    |
| Regierungs- und Kriminaldirektor Reichskriminaldirektor | SS-Oberführer         |                        |
| Fonte:                                                  | [ 132 ]               | [ 132 ]                |